# 용서

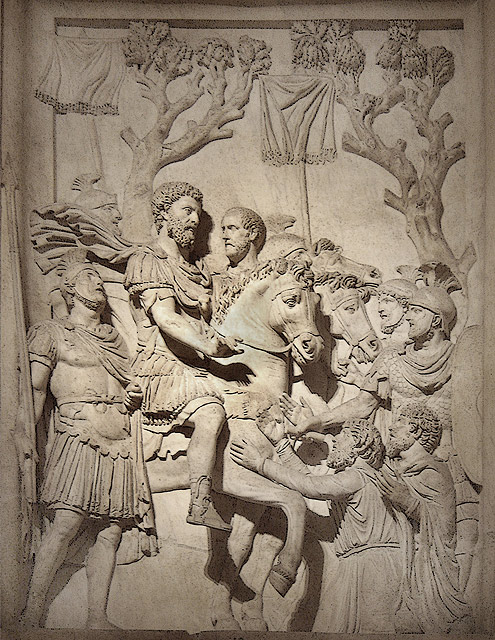
마르쿠스 아우렐리우스 황제가 승리한 후 그를 반대하여 추방된 사람들에게 용서를 보여주고있다. 카피톨리니 미술관, 로마)

용서(容恕, Forgiveness)란 피해자가 가해자에 대한 감정과 태도의 변화를 통한 의도적이며 자발적인 과정이며, 쌓여가는 공격적인 마음을 가지고 복수와 같은 부정적인 정서를 버리는 것이다. 용서는 용납과 다르다. 차이점들이란 행위의 잘못을 보지못하고, 용서의 필요성을 알지 못하고, 가해자가 행동에 대한 책임을 갖지 않고 변명하며, 가해자가 의식적으로 깨닫지 못하는 망각이나, 법관과 같은 사회의 대표에 의해서 인지된 가해를 허락하는 사면이나, 그리고 관계 회복이라는 화해와는 다르다.
어떤 상황속에서 용서는 부채, 융자, 채무 혹은 다른 요구들 때문에 모든 요구들에 대해 무죄임을 선언하고 포기하는 법적 용어이다.
심리학 개념이나 덕으로 용서의 이점은 종교 사상, 사회과학, 의학에서 탐구되어 왔다. 용서는 용서하는 사람을 위하여 쓰여지는 용어이다. 가해자 편의 책임에 관계없이 또 어떤 회생적 정의(restorative justice)를 기대하지 않는 것이다.

## 연구

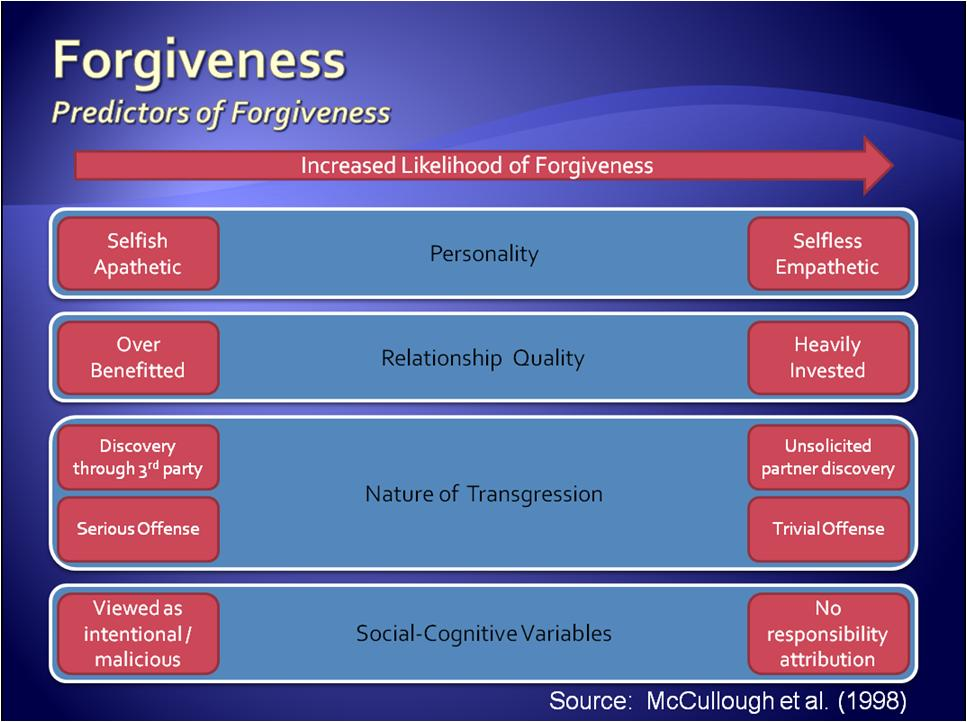
친밀한 관계에서 용서하고 싶은 결정적인 요인들

행동과 관련된 용서에 대한 과정들 연구가 많아지고 있다.
위스콘신 대학교의 로버트 앤라이트(Robert Enright) 박사는 국제 용서 연구소( International Forgiveness Institute)를 창립하고, 용서연구의 주도적인 역학을 하고있다. 최근 연구는 어떤 종류의 사람들이 더욱더 용서를 잘하는가에 초점이 맞추어져있다. 오랜 연구는 일반적으로 신경질적이며 노여움을 하는 사람들은 오랜 기간이 지난 후에도 다른 사람들보다도 용서하기가 힘들다고 한다. 특히 이러한 사람들이 그들에게 피해를 준사람을 피하기를 원하고 2년 반 후에는 복수를 원하기도 한다고 한다.
연구 결과는 용서를 하는 사람들이 분노를 가지고 있는 사람들 보다 더 행복하고 건강하게 산다고 한다. 첫 번째 연구하는 방법에는 사람들이 용서를 할때 심장 혈관 및 신경계의 기능을 증진시킨다고 한다. 또  위스콘신 대학교의 연구에서는 용서하는 사람들이 질병에도 적게 고통을 겪는다고 한다. 용서가 적은 사람일수록 건강에 많은 문제를 가지고 있다고 한다.
스탠포드 대학교의 프래드 루스킨(Fred Luskin) 박사는 용서배우기(Learning to forgive)라는 저술을 통하여 용서는 용서의 효과를 통하여 학습된다고 한다. 그는 삶의 기술(a life skill)로서 용서를 가르치기 위하여 매년 8월 첫번째 주일에 용서의 날 세계용서연맹(the Worldwide Forgiveness Alliance on Forgiveness Day)로 정하였다.
그는 북아일랜드 분쟁에 의해서 살해된 북아일랜드의 가톨릭과 개신교들의 가족들을 연구하였는데 분노를 덜 하며, 상처를 잘 감당하며, 그리고 더 낙관적인 사람들이 여러 상황 속에서 용서를 더 잘하며, 더 동정적이며 자긍심이 많다고 한다. 그의 연구는 스트레스를 감소시키며 활력을 증가시키는 연구를 보여준다.

렘브란트의 명작 탕자의 귀환

### 비판
독립변수와 종속변수.

## 자기 용서
죄, 후회로, 양심의 가책, 비난, 수치, 자기혐오.

## 같이 보기
- 연민
- 호오포노포노
- 사면
- 후회
- 양심의 가책
- 회개
- 진실과 화해 위원회

## 참고 문헌
- Balancing the Scales of Justices with Forgiveness and Repentance, Randall J. Cecrle, 2007, ISBN 1-60266-041-7
- The Power of Forgiveness, Marcus G. 2011, Sapients.Net
- Radical Forgiveness: Making Room for the Miracle, Colin Tipping, 1997, ISBN 0-9704814-1-1
- Forgiving and Not Forgiving: Why Sometimes It's Better Not to Forgive, Jeanne Safer, 2000, ISBN 0-380-79471-3
- Forgiveness: a Philosophical Exploration (Cambridge University Press, 2007), by Charles Griswold. ISBN 978-0-521-70351-2.
- Hein, David. "Regrets Only: A Theology of Remorse." The Anglican 33, no. 4 (October 2004): 5-6.
- Hein, David (2007). “Austin Farrer on Justification and Sanctification”. 《The Anglican Digest》 49 (1): 51–54.
- Konstan, David, Before Forgiveness: The Origins of a Moral Idea (Cambridge/New York: Cambridge University Press, 2010).
- Kramer, J. and Alstad D., The Guru Papers: Masks of Authoritarian Power, 1993, ISBN 1-883319-00-5
- Lampert, K.(2005); Traditions of Compassion: From Religious Duty to Social Activism. Palgrave-Macmillan; ISBN 1-4039-8527-8
- Fred Luskin, Ph.D. Forgive for Good: A Proven Prescription for Health and Happiness (Harper, 2002)
- Murphy, J. and Hampton, J. Forgiveness and Mercy (Cambridge University Press, 1988).
- Norlock, K. Forgiveness from a Feminist Perspective (Lexington Books, 2009).
- Pettigrove, G. Forgiveness and Love (Oxford University Press, 2012).
- Schmidt D. (2003); The Prayer of Revenge: Forgiveness in the Face of Injustice; ISBN 0-7814-3942-6
- Toxic Parents: Overcoming Their Hurtful Legacy and Reclaiming Your Life, Susan Forward, 1990.
- The Railway Man: A POW's Searing Account of War, Brutality, and Forgiveness, Eric Lomax,